# Lisandro de la Torre
Lisandro de la Torre (Rosario, 1868 – Buenos Aires, 1939) était un homme politique, avocat, journaliste et essayiste argentin, fondateur en 1914 du parti politique de centre droit Parti démocrate progressiste (PDP).
Issu de la haute bourgeoisie de la province de Santa Fe, De la Torre entreprit, en dépit de ses propensions littéraires et philosophiques, des études de droit à Buenos Aires. Sans doute sous l’influence des philosophies progressistes de Taine, de Renan et de Spencer, il se distancia de son milieu d’origine et s’engagea dans les rangs du parti radical UCR. Il prit une part très active dans les deux révolutions radicales de la fin du XIXe siècle dirigées contre le régime conservateur, mais répudia bientôt l’abstention révolutionnaire pour privilégier une opposition formelle dans le strict cadre des institutions, moyennant certes que celles-ci fussent dûment démocratisées, par des institutions adéquates fermement ancrées dans la constitution. S’étant brouillé avec Yrigoyen, alors l’homme fort de l’UCR, il cofonda en 1908 le parti centriste provincial Ligue du sud, préfiguration du PDP national, constitué quelques années plus tard. Le parti, dont l’électorat se composait principalement de la petite bourgeoisie, d’artisans, de petits propriétaires terriens (souvent d’origine Italienne) de sa province natale de Santa Fe, sut s’implanter solidement dans le sud de la province et dans la ville de Rosario. Battu en 1916 par le même Yrigoyen aux premières élections présidentielles tenues au suffrage universel en Argentine, il fut en revanche élu en 1921 à siéger dans l’assemblée constituante provinciale, laquelle élabora, largement sous son inspiration, une constitution parmi les plus progressistes de l’époque, en incorporant dans le bloc de constitutionnalité non seulement le fonctionnement démocratique, mais aussi un ensemble de mesures sociales (instruction publique, lutte contre le système latifondiaire, laïcité, sécurité sociale, suffrage féminin, etc.) ; ce texte cependant fut rejeté par le gouverneur radical de Santa Fe. L’une des propositions phare de De la Torre était la mise en place, sur l’ensemble du territoire argentin, de municipalités autonomes, qui forment selon De la Torre l’échelon fondamental de tout régime démocratique — sujet, du reste, de sa thèse de maîtrise en droit. 
En 1926, alors qu’à Yrigoyen avait succédé à la tête de l’État le radical Alvear, c’est-à-dire le chef de file de la faction la plus conservatrice de l’UCR, De la Torre, en butte à la méfiance des socialistes, à qui répugnait toute coopération avec le PDP, et donc impuissant à mettre en œuvre ses idées, se retira de la politique. Au lendemain du coup d’État militaire de 1930, il participa, sur les instances de ses partisans, aux élections (frauduleuses) de 1931 et fut élu sénateur. Désormais adversaire déclaré de l’oligarchie, ayant déplacé son curseur vers la gauche, il s’efforça, en vain, de mettre sur pied une coalition (notamment avec le PS) pour faire pièce au régime en place et dut affronter seul la corruption, l’affairisme et la fraude électorale massive de la Décennie infâme. Désabusé, très affecté par la mort de son disciple Bordabehere (assassiné en pleine enceinte du sénat, pendant un débat houleux à propos du pacte Roca-Runciman), il quitta définitivement la scène politique en 1937 et mit volontairement fin à ses jours deux ans plus tard.

## Jeunes années
De la Torre naquit à Rosario en 1868. Son père, originaire de Buenos Aires, fils d’immigré basque, mitriste, avait amassé une fortune d’abord comme commerçant, puis comme propriétaire d’une estancia sur la rivière Pavón, et avait failli, au lendemain de la bataille qui eut lieu à proximité de son domaine en 1861, être fusillé par les troupes d’Urquiza, mais fut sauvé grâce à l’intervention opportune de López Jordán, ancien ami à lui. Peu après, il épousa Virginia Paganini qui, cultivée et énergique, issue d’une famille portègne traditionnelle, était apparentée au révolutionnaire de 1810 Antonio Sáenz et aux Gutiérrez et connaissait le français à la perfection,  s’employant à ce qu’au domicile des De la Torre l’on parlât les deux langues avec la même aisance,.

### Formation et thèse sur le régime municipal

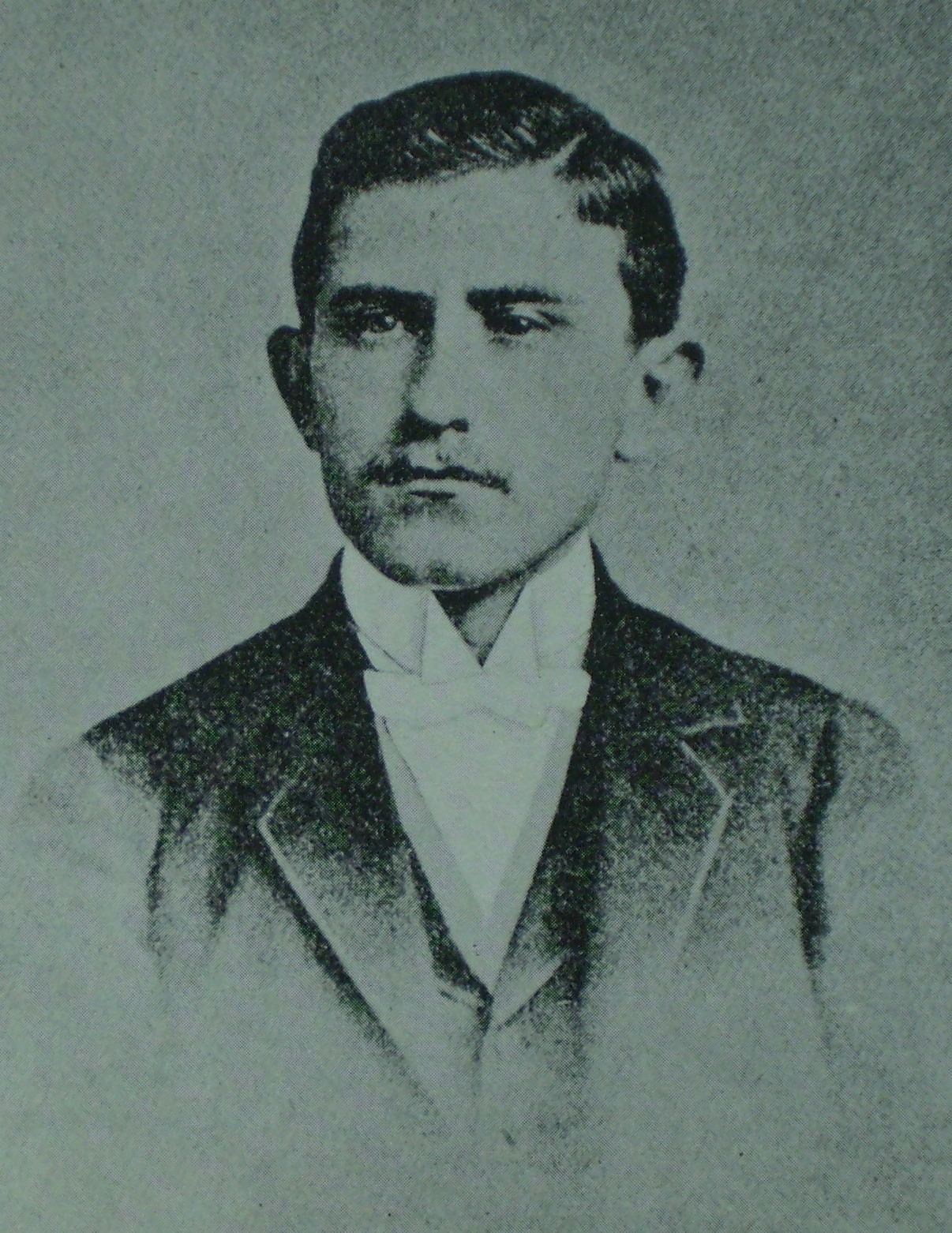
Lisandro de la Torre dans sa jeunesse.

Au terme de ses études secondaires au Colegio National de Rosario, De la Torre vint à Buenos Aires en 1886, dernière année de la présidence de Roca, dans le but de se former à la carrière d’avocat. Ce fut pourtant en grande partie par défaut, car le jeune De la Torre se sentait un penchant pour les lettres et la philosophie, mais ce type d’études ne pouvaient à l’époque être entreprises à Buenos Aires, où une faculté idoine ne devait être créée que plusieurs années plus tard. Son diplôme d’avocat obtenu, il tenta encore de s’adonner à sa vocation initiale en suivant des cours de perfectionnement en Europe, mais sur les instances de son père, il s’en revint bientôt après en Argentine. Néanmoins, pendant un temps, ces inclinations continueront à œuvrer dans son esprit, car, au moment où il s’engagea dans le combat politique au sein de l’Union civique radicale (UCR) et où il renonçait à l’exercice du métier d’avocat, il prononça à Rosario une conférence sur « le Roman contemporain », manifestant ainsi son intérêt pour la littérature, en particulier française (par l’influence de sa mère), parallèlement par ailleurs à un intérêt pour la médecine ; cette dilection pour les sciences humaines et exactes devait être supplantée par la passion politique, sans doute héritée de son père,.
Dans sa thèse de doctorat, qui lui perrmit d’obtenir son titre en 1888, il exposa une série d’idées qui devaient quelques années plus tard se matérialiser dans le projet politique de la future Ligue du sud à Santa Fe. Le jeune De la Torre attachait, dans la construction d’une société démocratique, une importance centrale à l’échelon communal. Ainsi p. ex. cita-t-il textuellement dans sa thèse Alexis de Tocqueville, quand celui-ci soulignait que « c’est dans la commune que réside la force et la vitalité des peuples libres ». Le bon fonctionnement de la commune constituerait une garantie contre le despotisme et son influence serait salutaire pour l’ensemble du corps social.
En 1900, De la Torre entreprit le premier de ses deux voyages aux États-Unis, périple lors duquel il s’adonna plus particulièrement à l’étude du régime municipal en vigueur là-bas. Ses deux visites dans ce pays exerceront une puissante influence sur sa pensée politique. En 1912, après qu’il eut été élu député national pour Santa Fe, sous l’étiquette de la Ligue du sud, il présenta un projet de loi sur le régime municipal. Dans un de ses discours devant la Chambre, il détailla les fondements de son initiative, tout en signalant que l’organisation municipale était un droit garanti par l’article 5 de la Constitution, mais qu’il incombait au Congrès de préciser ce droit et de le mettre en application sur tout le territoire national.
Pendant longtemps, la question municipale sera un cheval de bataille pour De la Torre. Plus tard, dans un des discours qu’il prononça devant le Congrès national, il fit observer que seuls quatre des 250 centres urbains de la province de Santa Fe étaient organisés en municipalité. Ces quatre villes – Rosario, Santa Fe, Casilda, Esperanza – représentaient 28% de la population de la province ; les 72 % restants – soit 660 000 habitants sur un total de 921 000 – étaient privés de quelque organisation municipale que ce fût. Il y a lieu d’ajouter que les maires (intendentes) étaient alors désignés par le gouverneur, au même titre que les membres des commissions de développement des villages ; seuls les conseils de délibération de ces quatre villes étaient élus par ceux des habitants qui contribuaient à l’impôt. Le principe de l’autonomie municipale ne sera inscrite dans la constitution argentine qu’en 1994.

## Engagement politique
La thèse de doctorat de De la Torre s’appuyait sur un soubassement idéologique libéral, auquel il entendait donner corps au moyen d’institutions de type démocratique formel. Ce souci le porta à adhérer au parti Union civique, éphémère préfiguration de l’UCR, et à prendre part à la révolution radicale de 1890, dite révolution du Parc, et à celle de 1893.

### Révolution de 1893
Après l’échec de la révolution du Parc, Lisandro de la Torre se joignit à Leandro Alem et participa en 1891 à la création de l’UCR, pour devenir ensuite l’un des chefs de file du nouveau parti dans la province de Santa Fe. 
Début juillet 1893 se tint une importante réunion entre Aristóbulo del Valle, ministre de l’Intérieur et membre de l’Union civique, Leandro Alem et Bernardo de Irigoyen, lors de laquelle les deux dirigeants radicaux s’efforcèrent de convaincre Del Valle de commettre un coup d’État, puis d’assumer le gouvernement avec le soutien du radicalisme. Le ministre cependant refusa, pour, dit-il, « ne pas créer un funeste précédent ». Cette démarche ayant échoué, l’UCR se précipita dans l’action révolutionnaire.
À Rosario, le mouvement, qui était une insurrection des hommes d’Alem contre la fraude et la corruption du régime en place, fut emmené par Lisandro de la Torre, qui, aux côtés de ses partisans, armés de bombes et de fusils fournis par des officiers radicaux de Zárate, s’empara de l’Hôtel de police et réussit à faire tomber la ville aux mains des rebelles. La rébellion se propagea à la capitale provinciale Santa Fe, où le représentant de De la Torre, Mariano Candioti, placé à la tête de quelque 300 hommes, parvint à prendre les principaux édifices du gouvernement provincial, expulsant les roquistes à coups de fusil et allant le 30 juillet 1893 occuper le poste de gouverneur de la province. Toutefois, dans les autres provinces soulevées, les révolutionnaires furent battus ; se retrouvant isolés, les radicaux de Santa Fe durent renoncer à leur projet.

### Union civique radicale
S’interrogeant sur la pertinence de la méthode révolutionnaire, De la Torre voulut s’accorder le temps de réfléchir et d’écrire et se retira de la politique pour administrer un domaine agricole dont son père lui avait cadeau. Ce retrait volontaire sera toutefois de courte durée, car fin 1895, Aristóbulo del Valle, autre figure de proue des civiques, le sollicita de venir à Buenos Aires pour y diriger un nouveau journal, El Argentino, destiné à susciter un mouvement électoral contre la candidature de Roca, mission que De la Torre accepta avec enthousiasme. Entre-temps, De la Torre s’était rangé à la ligne interne du parti radical, laquelle ligne désirait rompre avec l’abstention révolutionnaire telle que préconisée par Hipólito Yrigoyen, et orienter au contraire le parti vers la participation aux élections afin de construire une opposition formelle au conservatisme roquiste. Ce positionnement le marginalisa progressivement au sein de la direction de l’UCR, jusqu’à le conduire à un affrontement direct et irrémissible avec Yrigoyen. 
En janvier 1896, Aristóbulo del Valle mourut inopinément, puis, en juillet de la même année, Alem mit fin à ses jours ; le radicalisme en demeura décapité. De la Torre proposa alors, pour battre Roca, la candidature de Patricio Guido Gentile à la présidence de la Nation, dans le cadre d’une alliance avec les mitristes, mais se heurta à un refus net du chef radical de la province de Buenos Aires, Hipólito Yrigoyen,. Dans ces circonstances, il préféra quitter l’UCR, déclarant :

« Le Parti radical a connu en son sein une attitude hostile et perturbante, celle de monsieur Yrigoyen, influence occulte et persévérante, qui a œuvré de la même manière avant et après la mort du docteur Alem, qui détruit dans les présentes instances la grande politique de coalition, faisant passer avant les intérêts du pays et les intérêts du parti, des sentiments mesquins et inavouables. »

Cette déclaration, s’ajoutant à d’autres, porta Yrigoyen à le provoquer en duel, et, confiant en ce qu’ils se battraient à coups de poing, laissa à la discrétion de De la Torre le choix des armes. Lisandro, versé dans l’art de l’escrime, qu’il pratiquait assidûment au Jockey Club, fit choix de se battre au sabre. Le duel eut lieu le 6 septembre 1897, entre les hangars portuaires des Catalinas Sur (actuel Barrio Alfredo Palacios), à Buenos Aires. Paradoxalement, alors que Yrigoyen resta indemne, il en résulta pour De la Torre une blessure (et une cicatrice) à la tête, à la joue et au nez, raison pour laquelle il dut depuis lors se résoudre à porter la barbe,.

### La Ligue du sud

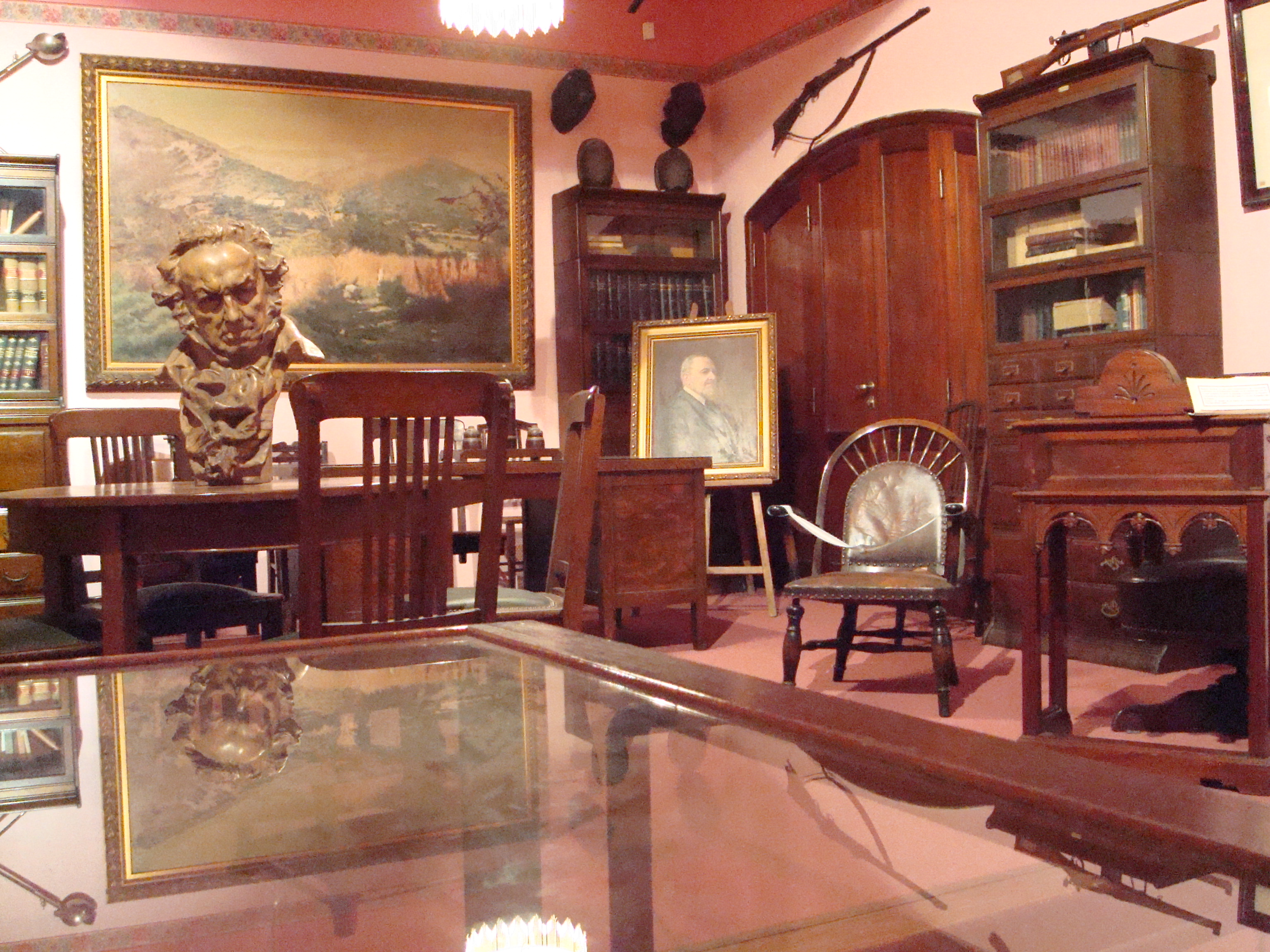
Chambre de travail du Dr Lisandro de la Torre, dans le Musée historique provincial « Dr. Julio Marc » de Rosario.

Au lendemain du duel et de sa rupture avec la nouvelle direction du parti radical, De la Torre revint à Rosario et fonda un nouveau quotidien : La República, qui lui serviront à exposer ses idées, sans cesse plus éloignées de celles d’Yrigoyen. Parallèlement, il s’employa à ouvrir un nouvel espace politique à la droite du socialisme et à la gauche des conservateurs, ce qui se matérialisera en 1908 par la formation d’un nouveau parti politique : la Ligue du sud (en espagnol Liga del Sur). En effet, le 29 novembre 1908, au Théâtre-Opéra de Rosario, un groupe de personnalités politiques du sud de la province de Santa Fe, avec à leur tête Lisandro de la Torre, fondèrent ce nouveau parti politique qui, regroupant la bourgeoisie rurale et commerciale de Rosario et de la partie sud de la province et bénéficiant d’un ample soutien chez les immigrants et les petits producteurs, défendait un programme démocratique, municipaliste, modernisateur, progressiste et laïciste, et comptait faire opposition à l’hégémonie politique et administrative exercée par le nord de la province, en particulier par la capitale provinciale Santa Fe. Devant l’assemblée fondatrice de la Liga, De la Torre prononça un vigoureux discours, où il définit le parti comme 

« …un acte de protestation et d’autodéfense contre l’absorption irritante et [comme] une expression de foi en nos propres aptitudes à réaliser les buts du gouvernement libre. C’est ainsi que surgit sur la scène ce puissant regroupement populaire. La Liga del Sur n’est pas la ligue du sud contre le nord ; la Liga del Sur est la concentration des volontés des habitants du sud, en défense de son autonomie et contre le localisme absorptif de la ville capitale. Il pourra exister demain la Liga del Norte avec le même drapeau. »

De la Torre avait 42 ans quand la Ligue du sud concourut au scrutin provincial du 5 mars 1911, marqué par de multiples irrégularités et conflits ; ce nonobstant, De la Torre consentit à siéger dans la législature comme député du groupe minoritaire pour le département de San Lorenzo. Son action y fut de courte durée, en raison de l’intervention fédérale (mise sous tutelle directe temporaire d’une province par le pouvoir central) et la subséquente suspension de la législature.

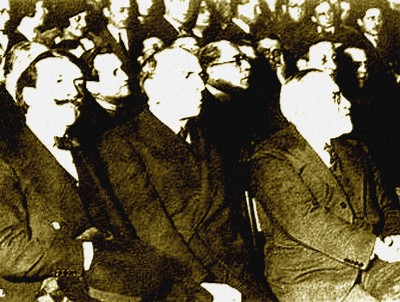
Les parlementaires Alfredo Palacios, Nicolás Repetto et Lisandro de la Torre.

À la suite de la loi Sáenz Peña (loi instituant le suffrage universel masculin, secret et obligatoire) de 1912, De la Torre fut consacré député national et alla siéger à la Chambre des députés de Buenos Aires, lors des séances préparatoires du 1er juin 1912. Ainsi, à 44 ans, faisant entendre sa voix dans tous les débats décisifs et se distinguant par son dynamisme de travail, se tailla-t-il un nom sur la scène parlementaire nationale. En plus de préconiser, comme l’un de ses principaux projets politiques, le régime municipal dans les provinces, il présenta par ailleurs nombre de projets de loi, dont un prévoyant l’acquisition de terres par l’État en vue de les redistribuer aux petits et moyens producteurs, un autre portant fondation de la faculté polytechnique de Rosario etc.
La Ligue du sud, quoiqu’elle s’appuyât encore sur quelques anciens groupes radicaux, s’appliqua à se présenter comme une alternative programmatique réformiste et intégrée socialement à l’élite dirigeante, éloignée de l’inorganisation populacière et démagogique dont elle taxait le parti d’Yrigoyen. Cette particularité, en plus des talents personnels de Lisandro de la Torre, conduira les secteurs de la majorité dans le gouvernement à percevoir en lui et dans son parti la possibilité d’assurer la pérennité du régime. Après la fondation du Parti démocrate progressiste (PDP), sur la base de la Ligue du sud, De la Torre sera donc en 1916 le candidat présidentiel des partis du gouvernement, destiné à affronter la candidature d’Yrigoyen.

### Parti démocrate progressiste
De la Torre envisageait de créer une alternative politique de centre droit. Finalement, en 1914, plusieurs partis d’envergure provinciale résolurent de se regrouper pour constituer le Parti démocrate progressiste (PDP). Le 14 décembre de cette même année, à l’Hôtel Savoy de Buenos Aires, se tint la réunion fondatrice du nouveau parti, dont Lisandro de la Torre fut élu président, assisté de Joaquín V. González, Indalecio Gómez, Carlos Ibarguren, José María Rosa, Alejandro Carbó, Carlos Rodríguez Larreta, Mariano Demaría, et d’autres.
La vision démocrate progressiste s’incarna dans un programme de réformes comportant en particulier une réforme fiscale tendant à imposer la richesse et à alléger les taxes sur la consommation, la création d’une marine marchande nationale, et une politique de protectionnisme industriel, entre autres propositions.
La convention nationale du PDP choisit Lisandro de la Torre comme son candidat à la présidence en vue des élections de 1916, en binôme avec Alejandro Carbó, originaire d’Entre Ríos, issu des rangs du Parti autonomiste national, et doté d’une vaste expérience dans le domaine éducatif. Lisandro escomptait obtenir le soutien des forces conservatrices, cependant celles-ci se méfiaient de lui en raison de son passage par le radicalisme et de son amitié avec Alem, et autant le Parti conservateur de la province de Buenos Aires, d’importance décisive, que le président Victorino de la Plaza lui refuseront leur appui. La victoire allant au duo de candidats radical emmené par son vieil adversaire, Hipólito Yrigoyen, accompagné de Pelagio Luna, le radicalisme put se hisser au pouvoir, et une nouvelle période de l’histoire politique argentine s’engagea.
Dans une lettre, De la Torre expliqua comme suit les raisons de cet échec électoral : 

« Les classes moyenne et prolétaire ne se satisfont pas de la perspective d’être livrées aux bénéfices pouvant découler du “bien-être général”. Ils veulent savoir concrètement quelles sont les propositions des partis politiques sur les sujets qui les intéressent eux : participation des ouvriers dans les équipements des usines, limitation des gros profits et des grandes fortunes, pensions de vieillesse, assurance contre le chômage, et autres points similaires. Les équivoques sur les questions sociales et de travail ne sont plus de mise, d’autant moins que les conservateurs argentins ne le comprennent toujours pas. »

Néanmoins, le PDP réussit à s’implanter solidement dans le sud de la province de Santa Fe et dans la ville de Rosario. En octobre 1920, lors des élections en vue d’une assemblée constituante chargée de réformer la Constitution provinciale de Santa Fe, les radicaux surent déléguer 36 conventionnels et les démocrates progressistes 24. Les travaux de la convention, auxquels le PDP prit part en 1921, feront de la nouvelle carta magna l’une des plus avancées et progressistes de l’époque. En particulier, le PDP parvint à y faire figurer plusieurs de ses propositions, dont notamment l’imposition progressive, l’autonomie municipale, la séparation de l’Église et de l’État, les droits des travailleurs, le suffrage féminin, et jusqu’au partage des grandes propriétés terriennes et la distribution de la terre aux colons. Cependant, le gouverneur de la province, le radical alvéariste Enrique Mosca, futur candidat à la vice-présidence pour le compte de la coalition électorale anti-péroniste Union démocratique en 1946, répudia tout ce qui avait été réalisé par la convention. De la Torre dénonça ce mauvais coup du gouvernement radical, l’interprétant comme « les connivences publiques entre facteurs puissants : le président de la République, le gouverneur, le clergé catholique, représentants des immenses intérêts conservateurs et anti-démocratiques de la société ».
Dans les décennies 1920 et 1930 commençaient à œuvrer au sein du PDP des personnalités telles que Mario Antelo, José y Carlos Gervasio Colombres, Vicente Pomponio, Julio Nobley, Enzo Bordabehere et Luciano Molinas.
Les élections de 1922, qui virent la victoire du radical Marcelo Torcuato de Alvear, entraînèrent un bouleversement politique. En effet, à travers la personne du nouveau président Alvear, succédant à Hipólito Yrigoyen, parvenait au pouvoir le secteur le plus conservateur du radicalisme. De la Torre, une nouvelle fois élu député national, présentera au parlement des projets de loi visant à promouvoir les coopératives et à exproprier les compagnies frigorifiques étrangères.
Quant aux socialistes, le PS argentin nourrissait à l’égard du PDP une défiance qu’il ne surmontera que dans la décennie suivante. Une manifestation de cette relation ambiguë est la polémique qui en 1926 mit aux prises De la Torre à Juan B. Justo, querelle d’autant plus étrange que jusque-là les rapports entre les deux hommes politiques avaient été empreints de cordialité et de bonne coopération. Dans un discours à Rosario, le chef socialiste lança des accusations implacables vis-à-vis de la démocratie progressiste, indiquant qu’elle était une organisation moribonde, viciée par le personnalisme, dépourvue de dirigeant — De la Torre venait en effet de renoncer à son siège de député national en 1926 et se trouvait en exil intérieur dans son estancia de Pinas —, et répondant à des intérêts de classe contraires à ceux du prolétariat. La perception du PDP comme parti « de classe », ou mieux, comme projet politique de classe, certes largement frustré, perdura pendant longtemps encore dans les rangs socialistes, avec la force d’un lieu commun indiscuté. Dans le même sens, le député et journaliste Joaquín Coca, très hostile à une alliance entre PS et PDP, soutenait qu’il s’agissait d’« un groupement artificiel organisé autour d’un homme : le docteur Lisandro de la Torre », faisant figure de « parti personnel », ayant une idéologie « centriste », à égale distance de la gauche et de la droite, ne s’identifiant à aucune classe en particulier, composé de groupes « plus conservateurs que libéraux, et plus réactionnaires que révolutionnaires », et auquel « la responsabilité des partis historiques faisait défaut ». Plus tard pourtant, lors d’une visite qu’il fit en septembre 1931 à la Maison du peuple en vue de la formation de l’Alliance démocrate socialiste, De la Torre devait déclarer : « Jamais, je l’avoue, il n’y a eu de différence considérable entre mes idées et celles du Parti socialiste »,.

## Sénateur national et années 1930

### Coup d’État de 1930
En 1926, peu avant l’échéance de son mandat de député, De la Torre, découragé par le faible écho de ses idées, annonça son départ définitif de la politique. Le coup d’État de septembre 1930 survint alors qu’il s’était retiré dans son estancia de Pinas, aux confins des provinces de Córdoba et de La Rioja. De la Torre ne condamna pas le coup d’État, mais estimait que la mission du gouvernement issu du coup d’État devait être de convoquer des élections libres dès que possible. Le meneur du putsch, le général Uriburu songea à lui comme candidat à la présidence appelé à lui succéder. C’est ainsi que début septembre 1930, les envoyés de son vieil ami Uriburu, qui se préparait à renverser Hipólito Yrigoyen avec le soutien des milieux conservateurs, vinrent trouver De la Torre dans sa retraite, pour lui communiquer qu’Uriburu lui offrait le ministère de l’Intérieur dans son futur gouvernement. De la Torre cependant repoussa cette offre, car, dit-il, « le programme d’Uriburu est une menace plus grande que celui d’Yrigoyen. Le général n’a pas confiance dans la capacité du peuple à se gouverner, il ne croit pas en l’élévation morale des hommes politiques, et attribue aux institutions libres des vices organiques qui les conduisent à la démagogie. Quant à moi, je crois exclusivement au gouvernement de l’opinion publique ».
De la Torre s’en retourna à Buenos Aires et prit contact avec ses anciens compagnons de pensée et avec la direction du Parti socialiste. De ces pourparlers naquit la coalition électorale Alliance démocrate socialiste, qui allait proposer aux élections nationales du 8 novembre 1931 le binôme Lisandro De la Torre-Nicolás Repetto, pour affronter le pouvoir en place représenté par le duo de candidats Agustín P. Justo-Julio Argentino Roca (fils). Le programme de l’Alliance devait répondre aux aspirations des classes moyenne et ouvrière dans le contexte de la crise mondiale et d’un chômage croissant et s’inspirait du New Deal mis en œuvre à partir de 1933 par Franklin Delano Roosevelt aux États-Unis.

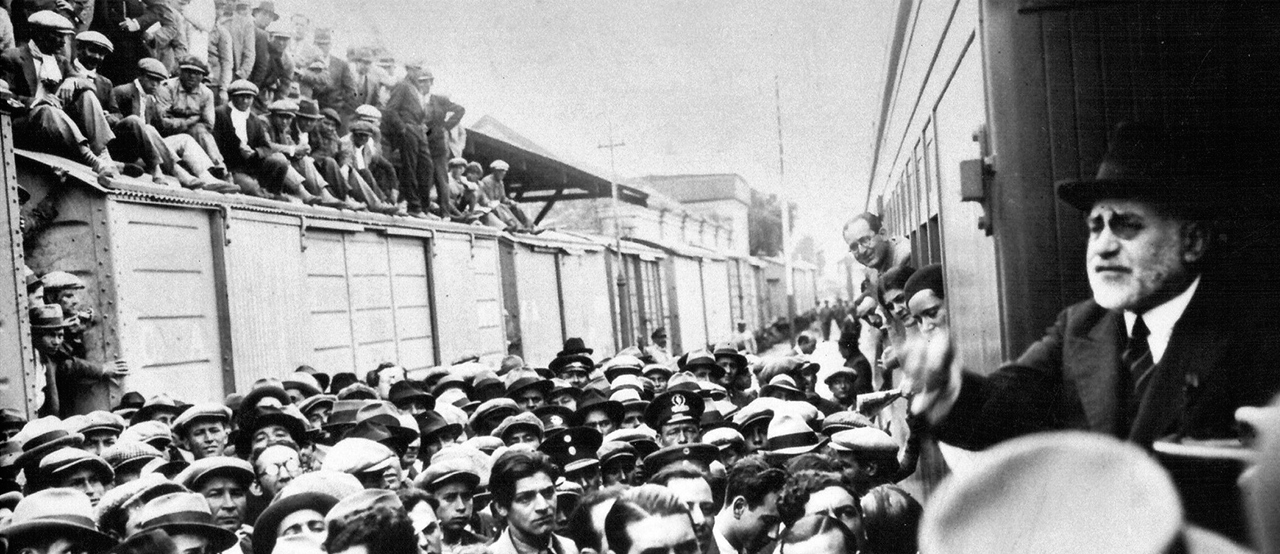
Lisandro de la Torre (à droite) en tournée pendant la campagne électorale de 1931.

L’oligarchie au pouvoir renoua avec ses précédentes pratiques de fraude électorale, qu’à présent ils qualifiaient de patriotique, parce que, selon ses organisateurs, elle permettait de préserver la patrie du gouvernement de la « canaille » (chusma). À l’image de la situation prévalant avant la loi Sáenz Peña, il y eut une fraude massive dans tout le pays, par suite de quoi l’Alliance démocrate socialiste fut battue et le général Justo put accéder à la présidence de la nation. De la Torre, sur les instances de ses amis, accepta d’occuper un siège au Sénat sous l’étiquette du PDP, qui l’avait emporté dans la province de Santa Fe.
Cependant, la fraude électorale lors du scrutin de 1931 avait fait de lui un adversaire définitif des milieux de l’oligarchie et l’amènera à glisser de nouveau vers la gauche sur l’éventail politique. Son action en tant que sénateur national, à partir de 1932, ne cessera de l’éloigner de plus en plus des démocrates nationaux au pouvoir, tandis que dans le même temps, bien que sa nouvelle période parlementaire eût démarré sous les auspices d’une alliance entre le PDP et le PS, des malentendus et des dissensions entre ces deux partenaires ne tarderont pas à se manifester. Tout au long de la Décennie infâme, De la Torre sera déçu par l’attitude tant des socialistes que des radicaux, qui refusaient de former une coalition politique pour présenter bataille au gouvernement de Justo.

### Débat sur les viandes
Le 1er mai 1933, le vice-président de la Nation argentine Julio Argentino Roca (fils) signa à Londres le pacte Roca-Runciman, lequel autorisait une hausse du quota d’exportation de viande bovine argentine à destination du Royaume-Uni et de ses colonies, mais tout en stipulant que 85% du total de ces exportations devait se faire par l’intermédiaire de compagnies frigorifiques britanniques. De surcroît, le pacte comportait des clauses secrètes par lesquelles, d’une part, était garanti que le monopole des moyens de transport resterait entre les mains d’entreprises britanniques et, d’autre part, était prévue la mise en place de la Banque centrale de la République argentine, où des capitaux anglais seraient prédominants et dans le directoire duquel siégeraient un grand nombre de fonctionnaires anglais.
En 1935, une commission d’investigation du Sénat, sous la direction de Lisandro de la Torre, mena une enquête sur le négoce de la viande, à la suite des soupçons de distorsion qui, dans le cadre du pacte Roca-Runciman, pesaient alors sur cette activité. De la Torre s’exprima à ce sujet de la manière suivante :

« Le gouvernement anglais dit au gouvernement argentin "je ne vous permets pas de stimuler la mise sur pied de compagnies qui puissent faire concurrence aux entreprises frigorifiques étrangères". Dans ces conditions, il ne pourra pas être dit que l’Argentine se soit transformée en un dominion britannique, car l’Angleterre ne prend pas la liberté d’imposer à ses dominions britanniques de semblables humilations. Les dominions britanniques ont chacun leur quota d’importation de viandes et l’administrent eux-mêmes. »

— Lisandro de la Torre
Les résultats de l’enquête de Lisandro de la Torre, où la compagnie frigorifique Anglo était accusée d’évasion fiscale et où était mise au jour l’existence d’un système de corruption impliquant le gouvernement du Agustín P. Justo, et plus particulièrement le ministre des Finances, Federico Pinedo et le ministre de l’Agriculture, Luis Duhau, furent rendus publics devant le Sénat en juillet 1935. En pleine session du Sénat, Luis Duhau vint à menacer l’auteur des révélations :

« Il paiera bien cher toutes les affirmations qu’il a faites ! »

Sur le sens de son combat et quant à sa position dans cette controverse, De la Torre déclara :

« L’on dit que je suis seul. Cela se peut assurément : je suis seul face à une coalition formidable d’intérêts ; je suis seul face à des entreprises capitalistes comptant parmi les plus puissantes de la terre ; je suis seul face à un gouvernement dont la médiocrité, devant le problème de l’élevage, étonne et attriste ; et c’est ainsi que, seul, je me battrai en défense d’une industrie argentine écrémée et désarmée, comme je me suis battu il y a dix ans en défense de l’industrie de la yerba mate, que deux ministres puissants avaient condamnée à mourir, et comme je me suis battu il y a deux ans pour la modeste industrie de la tomate, qui à peine commençait à se développer dans des régions qui avaient le plus besoin d’être dynamisées »

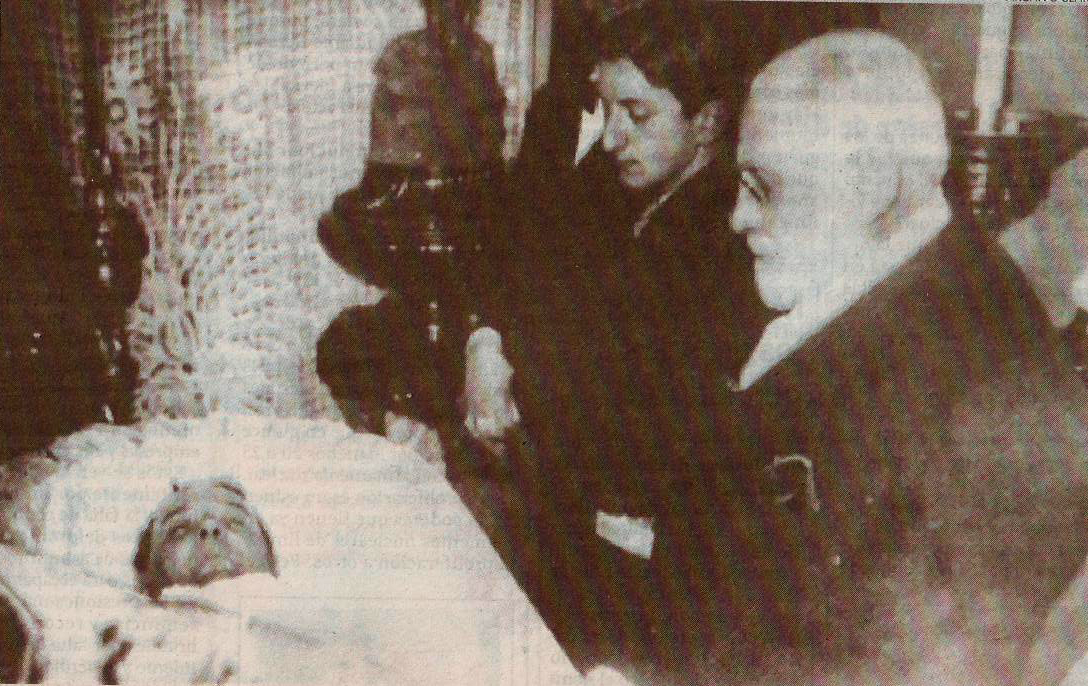
Lisandro de la Torre saluant le corps de Bordabehere assassiné.

Au Sénat, deux jours plus tard, le 23 juillet de la même année, Duhau agressa physiquement De la Torre, le jetant à terre, puis s’enfuit de l’enceinte aussitôt après. Au milieu du tumulte ainsi provoqué, Ramón Valdez Cora tira en direction de De la Torre au moyen d’un pistolet une série de coups de feu qui frappèrent de plein fouet le corps du sénateur élu Enzo Bordabehere, disciple de De la Torre, qui avait tenté de s’interposer entre celui-ci et ses agresseurs. Bordabehere succomba à ses blessures.
Plus tard, le ministre des Finances provoqua De la Torre en duel, qui accepta moyennant que le combat se fît au pistolet ; aucun des duellistes ne fut blessé.
Son engagement dans ce débat valut à Lisandro de la Torre le surnom de Procureur de la Patrie (en espagnol Fiscal de la Patria).

### Loi anticommuniste et glissement vers la gauche
L’une de ses dernières interventions au Sénat eut lieu à l’occasion du débat sur le projet de loi relatif à la répression du communisme, projet de loi proposé par le député de la majorité Sánchez Sorondo en 1937. De la Torre déclara alors :

« Le danger communiste est un pretexte, c’est l’affublement dont se vêtent ceux qui savent qu’ils ne peuvent pas compter sur les forces populaires pour garder le gouvernement et s’agrippent à l’anticommunisme comme à une planche de salut. Sous cette bannière, l’on pourra commettre toutes sortes d’excès et se maintenir au gouvernement sans votes. Quant à moi, je suis un partisan de la démocratie libérale et progressiste, qui, en se proposant de réduire les injustices sociales, travaille contre la révolution communiste, alors que les réactionnaires travaillent en faveur d’elle, par leur incompréhension des idées et des époques. »

De la Torre jugeait favorablement la stratégie électorale du Parti communiste telle que définie par le Comintern en 1935 et consistant à constituer des Fronts populaires avec des partis démocratiques bourgeois dans le monde entier, dans le but de faire échec au fascisme menaçant. Même s’il ne put empêcher l’adoption de ladite loi, son opposition au projet d’étranglement du communisme lui valut de solides sympathies de la part du camp politique concerné, encore que De la Torre manifestât incessamment ses distances idéologiques vis-à-vis du PC, et bien qu’on ne lui connût pas d’opinion arrêtée sur le communisme et qu’il n’eût jamais auparavant exprimé d’avis sur cette idéologie.
Il semble que De la Torre, se sentant définitivement aliéné de ceux qu’il considérait ses alliés naturels dans la lutte contre le gouvernement de Justo — les radicaux et les socialistes —, se fût montré plus sensible aux projets politiques communistes, qui dans ces années-là étaient principalement dirigés contre l’expansion du fascisme et prônaient la constitution de fronts populaires aux côtés d’autres forces démocratiques et bourgeoises. De la Torre alla jusqu’à participer à quelques manifestations en ce sens et se prononça en faveur de la formation d’une telle alliance en Argentine.
Sa participation aux initiatives d’aide et d’assistance au camp républicain dans la guerre d'Espagne devait le rapprocher davantage encore des organisations de gauche, y compris le Parti communiste. Le cycle de conférences qu’il donna au Colegio Libre de Estudios Superiores, institution où se retrouvaient nombre d’intellectuels et militants liés au PC argentin, dut également avoir pour effet de consolider ses relations avec les communistes. Ces conférences abordaient des sujets qui tenaient particulièrement à cœur à la gauche internationaliste de l’époque : analyse critique du fascisme, apologie de l’athéisme, critique historique de la doctrine chrétienne, et un dur réquisitoire contre le christianisme social. En outre, il s’associa à l’hommage posthume rendu à Aníbal Ponce, intellectuel communiste connu et cofondateur du Colegio Libre, et eut des propos réprobateurs envers Trotski, de qui il déclara qu’il était « un charbon qui s’est consumé », dont la « position, contredite par les faits, est contre-révolutionnaire », ajoutant ensuite que « Staline est, en verité, le seul chef du prolétariat mondial ».

## Effacement et suicide

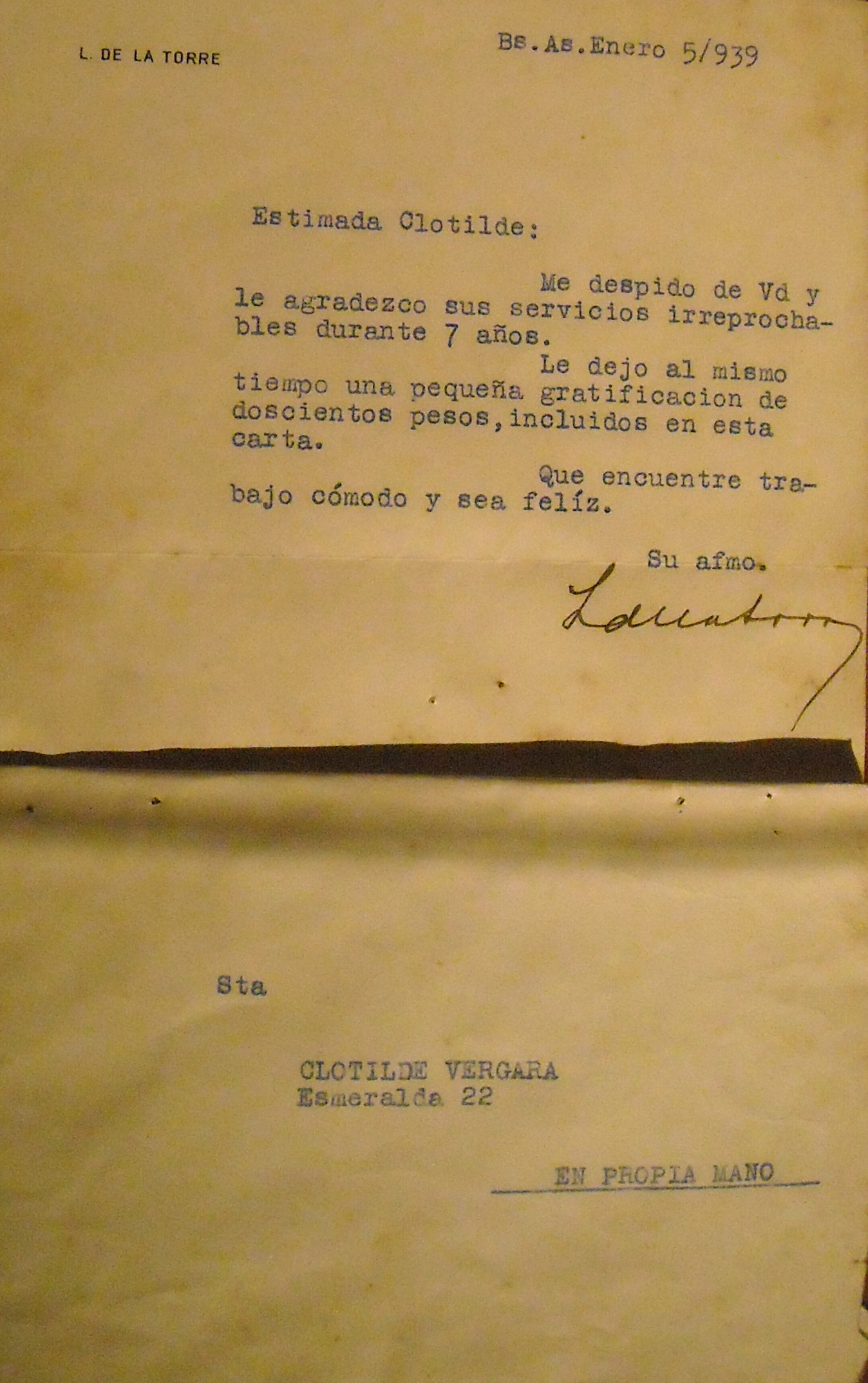
Lettre d’adieu à Clotilde Vergara (exposée au Musée historique provincial Dr. Julio Marc).

Accablé, isolé, très affligé par l’assassinat de Bordabehere, il renonça à son siège de sénateur en janvier 1937. Depuis lors, ses apparitions publiques se firent très rares, et il n’occupa plus la tribune que comme conférencier. C’est aussi à cette époque, en particulier en cette même année 1937, qu’à l’occasion de ses conférences au Collège libre d’études supérieures (Colegio Libre de Estudios Superiores) il fut amené à polémiquer avec certains milieux ecclésiastiques, plus spécialement avec la personne de monseigneur Franceschi, directeur de la revue Criterio.
Il n’est pas pour étonner que De la Torre ait renoué, sa retraite politique consommée, avec les inclinations et préoccupations de sa jeunesse, comme l'attestent quelques écrits de sa main datant de ses dernières années, en particulier le texte synthétisant sa conférence « Intermedio filosófico » de juillet 1937. Ces écrits, où il s’attacha à développer sa perspective propre, comportent d’amples réflexions sur la relation entre philosophie, science et religion. 
Le 5 janvier 1939, dans la solitude de son appartement au 22 de la rue Esmeralda à Buenos Aires, il s’ôta la vie par un tir de révolver au cœur. L’on trouva auprès de son corps une lettre adressée à ses amis :

« Je vous prie de vous charger de faire incinérer mon cadavre. Je souhaite qu’il n’y ait pas d’accompagnement public, ni de cérémonie laïque ou religieuse d’aucune sorte. Beaucoup de gens bien me respectent et m’aiment et regretteront ma mort. Cela me suffit comme récompense. Il ne faut pas donner d’importance excessive au dénouement final d’une vie. Si vous ne le réprouvez pas, je désirerais que mes cendres soient lancées au vent, ce qui me paraît une excellente façon de retourner au néant, en allant se fondre avec tout ce qui meurt dans l’Univers. »

— Lisandro de la Torre, Dernière lettre dactylographiée
La vie privée de De la Torre était un mystère, y compris pour ses amis les plus proches. On ne lui connaissait aucune amourette ni ne le vit jamais en compagnie de femmes. La seule chose qui eût jamais transpiré était qu’il entretenait une respectueuse amitié avec sa comprovinciale l’écrivain et mémorialiste Elvira Aldao de Díaz.
Le PDP a subi de substantiels changements d’orientation doctrinale après la mort de son líder máximo et grand inspirateur théorique Lisandro De la Torre.
À Rosario, un quartier de la ville, où se dresse le stade Gigante de Arroyito, appelé aussi stade Dr. Lisandro de la Torre, a été baptisé à son nom.

### Œuvres de De la Torre
- Obras Completas (6 volumes), Buenos Aires, Hemisferio, 1952-1957
- Intermedio philosophique ; La cuestión social y los cristianos sociales ; La cuestión social y un cura, Buenos Aires, Anaconda, 1937
- Cartas íntimas a Elvira Aldao de Díaz (correspondance, recueillie par Raul Larra), Buenos Aires, Futuro, 1951
- Régimen federal de la enseñanza : hacia una nueva legislación escolar (en collaboration avec Julio Barcos), Buenos Aires, Cátedra Lisandro de La Torre, 1957
- Cartas de Lisandro de la Torre (correspondance, recueillie par Raul Larra), Buenos Aires, Futuro, 1952
- Las dos campañas presidenciales : 1916-1931 (escritos y discours), Buenos Aires, Colegio libre de estudios Superiores, 1939
- Cuestiones monetarias financieras : escritos y discursos, Buenos Aires, Colegio Libre de Estudios Superiores, 1941
- Poderes de las convenciones constituyentes, Buenos Aires, 1923
- El régimen municipal (thèse soutenue à la faculté de Droit et des Sciences sociales, Buenos Aires, Coni, 1889

### Publications sur De la Torre

#### Ouvrages et articles
- (es) Juan Lazarte, Lisandro De La Torre, Reformador social emericano, Buenos Aires, Americalee, 1942
- (es) Raúl Larra (pseudonyme de Raúl Laragione), Lisandro de la Torre : el solitario de Pinas, Buenos Aires, Editorial Colihue, 2001 (assez hagiographique, cf. H. Ghiretti (2008), p. 124 etss)
- (es) Eduardo Rinesi, El Ultimo Tribuno : Variaciones Sobre Lisandro de la Torre, Buenos Aires, Editorial Colihue, 1996 (1re éd. 1942, aux éd. Futuro)
- (es) Emilio Corbière, « Lisandro de la Torre y la década infame », Todo es Historia, Buenos Aires, no 150,‎ novembre 1979
- (es) Pedro Siegler, Lisandro de la Torre y los problemas de su época, Buenos Aires, Centro Editor de América Latina, 1984
- (es) David Viñas, Lisandro, Buenos Aires, Complejo Teatral de Buenos Aires y Losada, 2006
- (es) Bernardo González Arrili, Historia argentina, Buenos Aires, Editorial Danar, 1964
- (es) Bernardo González Arrili, Vida de Lisandro de la Torre, Buenos Aires, Peuser, 1940
- (es) Edgardo L. Amaral, Lisandro de la Torre y la política de la reforma electoral de Saenz Peña, Buenos Aires, Impr. López, 1961, 118 p.
- (es) Santiago Barberis et Ricardo Molinas, El Partido Demócrata Progresista, Centro Editor de América Latina (CELA), 1983
- (es) Enrique Silberstein, De la Torre y los frigoríficos, CEAL, 1970
- (es) Félix Luna, Lisandro de la Torre, Planeta Sinopsis
- (es) Hugo Sylvester, Lisandro de la Torre y la Pampa Gringa, Indoamérica, 1954
- (es) Jorge Raul De Miguel, « Política y Filosofía en Lisandro de la Torre », Estudios de filosofía práctica e historia de las ideas, Mendoza,‎ décembre 2006 (lire en ligne, consulté le 3 janvier 2019)
- (es) Héctor Ghiretti, « Invención y Destrucción del Fiscal de la Patria. El Partido Comunista, su Reconstrucción Ideológica de la Figura de Lisandro De La Torre y la Revisión Histórica de la Izquierda Nacional », Estudios Sociales, vol. 35, no 1,‎ 17 mars 2008, p. 111–144 (DOI 10.14409/es.v35i1.2627, lire en ligne, consulté le 22 mars 2025).

#### Cinématographiques
- 1960 : Fin de Fiesta, sur un scénario de Leopoldo Torre Nilsson, Beatriz Guido et Ricardo Luna, basé sur le roman homonyme de Beatriz Guido. Mise en scène de Torre Nilsson, avec les comédiens Arturo García Buhr, Lautaro Murúa, Graciela Borges, Leonardo Favio, Osvaldo Terranova, Elena Tritek, Lydia Lamaison, María Principito, Leda Zanda, Martha Murat, Emilio Guevara, Raúl Aubel et Idelma Carlo. Première projection en juin 1960 au Cine Teatro Broadway et Sarmiento.
- 1984 : Asesinato en el Senado de la Nación, film argentin réalisé par Juan José Jusid, avec Arturo Bonín, Miguel Angel Solá, Pepe Soriano (dans le rôle de Lisandro de la Torre), Marta Bianchi et Ana María Picchio.

#### Fiction
- Beatriz Guido, Fin de Fiesta, Hyspamerica Orbis, 1958, 253 p., , ,